# Camil Campanyà i Mas
Camil Campanyà i Mas (Barcelone, 1892 - Belloy-en-Santerre, 1916) est un homme politique espagnol, militant séparatiste catalan qui participa à la Première Guerre mondiale en France.

## Biographie
Issu d'une famille bourgeoise de Barcelone, il adhéra au Parti nationaliste catalan dès sa jeunesse. Il publia des articles dans les journaux La Tralla (ca) de Vicenç Ballester (ca) et La Nació. Son engagement militant et ses écrits l'obligèrent à partir en exil à Santiago de Cuba où vivaient des séparatistes catalans regroupés au sein du Comité Séparatista. 
Au début de la Première Guerre mondiale, Camil Campanyà organisa, à Cuba, un centre d’enrôlement pour les Catalans en exil désireux de s'engager aux côtés des Alliés. Après la Bataille d'Artois de mai-juin 1915 et la Bataille de Champagne de septembre-octobre 1915, où nombre de ses compatriotes tombèrent, il décida de s'engager, au service de la France, dans le Régiment de marche de la légion étrangère. Le régiment fut affecté au front de la Somme, en 1916.
Camil Campanyà i Mas tomba au combat de Belloy-en-Santerre ainsi que son ami Constanti Cots et une cinquantaine de Catalans engagés comme lui dans la Légion étrangère au cours de la Bataille de la Somme.

À la veille de l’attaque le 1er juillet 1916, il écrivit cette dernière lettre :

« Je vous écris à la diable et seulement pour vous dire que sous peu le clairon nous donnera le signal de sortir en rase campagne pour nous battre contre ces Boches odieux et inhumains. J’espère faire mon possible pour m’égaler à mes frères catalans, c’est-à-dire mettre le nom catalan à la place qu’il convient. S’il le faut, je donnerai la dernière goutte de mon sang. Ici, le ciel est rouge, même les nuits. Les instants sont tragiques et cependant dans le cœur niche un espoir et dans nos pensées il y a la Catalogne. Te reverrons nous, terre de nos amours ? Il est impossible d’espérer une réponse. Mais, devant cette terrible énigme, il n’y a pas lieu d’être épouvantés, si nous savons que le sang généreusement donné à la noble et héroïque France servira à arroser les fruits qui apporteront la liberté à notre patrie. Devant elle, si grande, notre vie est trop petite pour que nous ayons peur. C’est pourquoi nous sommes courageux, quand bien même, de cette liberté si désirée, nous ne devrions pas en jouir : nous n’en fermerons pas moins les yeux satisfaits d’avoir accompli notre devoir, notre devoir qui est de chercher à procurer le bien être à nos frères! »